# Perisama laxis
Perisama laxis är en fjärilsart som beskrevs av Achille Guenée 1872. Perisama laxis ingår i släktet Perisama och familjen praktfjärilar. Inga underarter finns listade i Catalogue of Life.